# Évolution du Collège cardinalice au XVIIIe siècle

Cet article présente les évolutions au sein du Sacré Collège ou collège des cardinaux au cours du XVIIIe siècle sous les pontificats de Clément XI (1700-1721), Innocent XIII (1721-1724), Benoît XIII (1724-1730), Clément XII (1730-1740), Benoît XIV (1740-1758), Clément XIII (1758-1769), Clément XIV (1769-1774) et Pie VI (1775-1799).

## Évolution numérique au cours du pontificat deClément XI(1700-1721)
| Date       | Évènement                                                                                                 | Pays                        | Total |
| ---------- | --- | --------------------------- | ----- |
| 09/10/1700 | Cardinaux au moment du Conclave de 1700,                                                                  | États pontificaux           | 66    |
| 23/11/1700 | Élection papale du cardinal Gianfrancesco Albani sous le nom de Clément XI                                | États pontificaux           | 65    |
| 10/02/1701 | Décès du cardinal Savo Millini                                                                            | États pontificaux           | 64    |
| 05/07/1701 | Décès du cardinal Pier Matteo Petrucci                                                                    | États pontificaux           | 63    |
| 03/01/1702 | Décès du cardinal Luiz de Sousa                                                                           | Royaume de Portugal         | 62    |
| 03/04/1702 | Décès du cardinal Francisco Antonio de Borja-Centelles y Ponce de León                                    | Monarchie espagnole         | 61    |
| 27/10/1702 | Décès du cardinal Niccolò Radulovich                                                                      | Monarchie espagnole         | 60    |
| 11/12/1702 | Décès du cardinal Giacomo Cantelmo                                                                        | Royaume de Naples           | 59    |
| 11/07/1703 | Décès du cardinal Pierre de Bonzi                                                                         | Royaume de France           | 58    |
| 17/12/1703 | Consistoire : création d'un cardinal                                                                      | États pontificaux           | 59    |
| 04/01/1704 | Décès du cardinal Giambattista Spinola                                                                    | États pontificaux           | 58    |
| 23/02/1704 | Décès du cardinal Enrico Noris                                                                            | États pontificaux           | 57    |
| 08/03/1704 | Décès du cardinal Giambattista Costaguti                                                                  | États pontificaux           | 56    |
| 10/04/1704 | Décès du cardinal Guillaume-Egon de Fürstenberg                                                           | Royaume de France           | 55    |
| 05/08/1704 | Décès du cardinal Daniello Marco Dolfin                                                                   | République de Venise        | 54    |
| 02/10/1704 | Décès du cardinal Carlo Barberini                                                                         | États pontificaux           | 53    |
| 06/04/1705 | Décès du cardinal Urbano Sacchetti                                                                        | États pontificaux           | 52    |
| 11/10/1705 | Décès du cardinal Augustyn Michał Stefan Radziejowski                                                     | République des Deux Nations | 51    |
| 05/02/1706 | Décès du cardinal Pierre du Cambout de Coislin                                                            | Royaume de France           | 50    |
| 17/05/1706 | Consistoire : création de 18 cardinaux et d'un cardinal in pectore                                        | États pontificaux           | 69    |
| 26/05/1706 | Décès du cardinal Marcantonio Barbarigo                                                                   | République de Venise        | 68    |
| 07/06/1706 | Consistoire : création d'un cardinal                                                                      | États pontificaux           | 69    |
| 15/08/1706 | Décès du cardinal Pedro de Salazar Gutiérrez de Toledo                                                    | Monarchie espagnole         | 68    |
| 18/08/1706 | Décès du cardinal Luigi Omodei                                                                            | États pontificaux           | 67    |
| 20/01/1707 | Décès du cardinal Leopold Karl von Kollonitsch                                                            | Autriche                    | 66    |
| 17/02/1707 | Décès du cardinal Giambattista Rubini                                                                     | États pontificaux           | 65    |
| 24/05/1707 | Décès du cardinal Henri-Albert de La Grange d'Arquien                                                     | Royaume de France           | 64    |
| 01/08/1707 | Consistoire : création d'un cardinal et révélation d'un cardinal in pectore                               | États pontificaux           | 65    |
| 12/09/1707 | Décès du cardinal Étienne Le Camus                                                                        | Royaume de France           | 64    |
| 08/04/1708 | Décès du cardinal Francesco Nerli                                                                         | États pontificaux           | 63    |
| 08/10/1708 | Décès du cardinal Giacomo Antonio Morigia                                                                 | Duché de Milan              | 62    |
| 11/01/1709 | Décès du cardinal Leandro Colloredo                                                                       | États pontificaux           | 61    |
| 15/04/1709 | Consistoire : création d'un cardinal et d'un cardinal in pectore                                          | États pontificaux           | 63    |
| 29/05/1709 | Décès du cardinal Baldassare Cenci                                                                        | États pontificaux           | 62    |
| 11/06/1709 | Décès du cardinal Marcello d'Aste                                                                         | États pontificaux           | 61    |
| 19/09/1709 | Démission du cardinal Francesco Maria de' Medici                                                          | Grand-duché de Toscane      | 60    |
| 22/07/1709 | Consistoire : révélation d'un cardinal in pectore                                                         | États pontificaux           | 60    |
| 14/09/1709 | Décès du cardinal Luis Manuel Fernández de Portocarrero-Bocanegra y Moscoso-Osorio                        | Monarchie espagnole         | 59    |
| 22/03/1710 | Décès du cardinal Sperello Sperelli                                                                       | États pontificaux           | 58    |
| 27/04/1710 | Décès du cardinal Marcello Durazzo                                                                        | États pontificaux           | 57    |
| 08/06/1710 | Décès du cardinal Charles Thomas Maillard de Tournon                                                      | Duché de Savoie             | 56    |
| 26/09/1710 | Décès du cardinal Vincenzo Grimani                                                                        | République de Venise        | 55    |
| 09/07/1711 | Décès du cardinal Alessandro Caprara                                                                      | États pontificaux           | 54    |
| 17/09/1711 | Décès du cardinal Giovanni Maria Gabrielli                                                                | États pontificaux           | 53    |
| 23/12/1711 | Consistoire : création d'un cardinal                                                                      | États pontificaux           | 54    |
| 09/04/1712 | Décès du cardinal Giuseppe Archinto                                                                       | Duché de Milan              | 53    |
| 10/05/1712 | Décès du cardinal Andrea Santacroce                                                                       | États pontificaux           | 52    |
| 18/05/1712 | Consistoire : création de 11 cardinaux et 7 cardinaux in pectore                                          | États pontificaux           | 70    |
| 30/06/1712 | Décès du cardinal Rannuzio Pallavicino                                                                    | États pontificaux           | 69    |
| 26/09/1712 | Consistoire : révélation de 4 cardinaux in pectore                                                        | États pontificaux           | 69    |
| 30/10/1712 | Décès du cardinal Johannes Philipp von Lamberg                                                            | Autriche                    | 68    |
| 01/01/1713 | Décès du cardinal Gianfrancesco Negroni                                                                   | République de Gênes         | 67    |
| 01/01/1713 | Décès du cardinal Joseph-Marie Tomasi                                                                     | Royaume de Sicile           | 66    |
| 30/01/1713 | Consistoire : création d'un cardinal et d'un cardinal in pectore et révélation de 2 cardinaux in pectore  | États pontificaux           | 68    |
| 24/03/1713 | Décès du cardinal Toussaint de Forbin-Janson                                                              | Royaume de France           | 67    |
| 06/04/1714 | Décès du cardinal Gaspare Carpegna                                                                        | États pontificaux           | 66    |
| 17/05/1714 | Décès du cardinal Gianalberto Badoaro                                                                     | République de Venise        | 65    |
| 17/12/1714 | Décès du cardinal Antonio Francesco Sanvitale                                                             | États pontificaux           | 64    |
| 18/12/1714 | Décès du cardinal César d'Estrées                                                                         | Royaume de France           | 63    |
| 02/03/1715 | Décès du cardinal Emmanuel-Théodose de La Tour d'Auvergne                                                 | Royaume de France           | 62    |
| 06/05/1715 | Consistoire : création d'un cardinal                                                                      | États pontificaux           | 63    |
| 29/05/1715 | Consistoire : création d'un cardinal et trois cardinaux in pectore et révélation d'un cardinal in pectore | États pontificaux           | 67    |
| 02/07/1715 | Décès du cardinal Benito de Sala y de Caramany                                                            | Monarchie espagnole         | 66    |
| 16/12/1715 | Consistoire : création de 4 cardinaux et révélation de 3 cardinaux in pectore                             | États pontificaux           | 70    |
| 20/08/1716 | Décès du cardinal Tommaso Maria Ferrari                                                                   | Royaume de Naples           | 69    |
| 12/01/1717 | Décès du cardinal Taddeo Luigi dal Verme                                                                  | Duché de Parme              | 68    |
| 15/03/1717 | Consistoire : création d'un cardinal                                                                      | États pontificaux           | 69    |
| 15/06/1717 | Décès du cardinal Fabrizio Spada                                                                          | États pontificaux           | 68    |
| 12/07/1717 | Consistoire : création d'un cardinal et d'un cardinal in pectore                                          | États pontificaux           | 70    |
| 28/09/1717 | Décès du cardinal Francesco Martelli                                                                      | Grand-duché de Toscane      | 69    |
| 01/10/1717 | Consistoire : révélation d'un cardinal in pectore                                                         | États pontificaux           | 69    |
| 25/10/1717 | Décès du cardinal Nicola Grimaldi                                                                         | États pontificaux           | 68    |
| 16/11/1717 | Décès du cardinal Manuel Arias y Porres                                                                   | Monarchie espagnole         | 67    |
| 01/12/1717 | Décès du cardinal Ferdinando Nuzzi                                                                        | États pontificaux           | 66    |
| 21/04/1718 | Décès du cardinal Bandino Panciatici                                                                      | États pontificaux           | 65    |
| 07/11/1718 | Décès du cardinal Carlo Bichi                                                                             | Grand-duché de Toscane      | 64    |
| 27/01/1719 | Décès du cardinal Ferdinando d'Adda                                                                       | Duché de Milan              | 63    |
| 14/02/1719 | Décès du cardinal Francesco Maria Casini                                                                  | Grand-duché de Toscane      | 62    |
| 23/02/1719 | Décès du cardinal Nicolò Acciaioli                                                                        | Grand-duché de Toscane      | 61    |
| 19/03/1719 | Décès du cardinal Giambattista Spinola                                                                    | République de Gênes         | 60    |
| 29/11/1719 | Consistoire : création de 9 cardinaux et d'un cardinal in pectore                                         | États pontificaux           | 70    |
| 10/01/1720 | Décès du cardinal Joseph-Emmanuel de La Trémoille                                                         | Royaume de France           | 69    |
| 15/03/1720 | Décès du cardinal Luigi Priuli                                                                            | République de Venise        | 68    |
| 30/09/1720 | Consistoire : création de 2 cardinaux et révélation d'un cardinal in pectore                              | États pontificaux           | 70    |
| 19/11/1720 | Décès du cardinal Lorenzo Casoni                                                                          | République de Gênes         | 69    |
| 14/01/1721 | Décès du cardinal Fulvio Astalli                                                                          | Duché de Savoie             | 68    |
| 19/03/1721 | Décès du pape Clément XI                                                                                  | États pontificaux           | 68    |

## Évolution numérique au cours du pontificat deInnocent XIII(1721-1724)
| Date       | Évènement                                                                      | Pays                 | Total |
| ---------- | ------------------------------------------------------------------------------ | -------------------- | ----- |
| 31/03/1721 | Cardinaux au moment du Conclave de 1721,                                       | États pontificaux    | 68    |
| 08/05/1721 | Élection papale du cardinal Michelangelo dei Conti sous le nom d'Innocent XIII | États pontificaux    | 67    |
| 09/05/1721 | Décès du cardinal Giandomenico Paracciani                                      | États pontificaux    | 66    |
| 16/06/1721 | Consistoire : création d'un cardinal                                           | États pontificaux    | 67    |
| 16/07/1721 | Consistoire : création de 2 cardinaux                                          | États pontificaux    | 69    |
| 13/09/1721 | Décès du cardinal François de Mailly                                           | Royaume de France    | 68    |
| 10/07/1722 | Décès du cardinal Giorgio Corner                                               | République de Venise | 67    |
| 10/08/1723 | Décès du cardinal Guillaume Dubois                                             | Royaume de France    | 66    |
| 07/03/1724 | Décès du pape Innocent XIII                                                    | États pontificaux    | 66    |

## Évolution numérique au cours du pontificat deBenoît XIII(1724-1730)
| Date       | Évènement                                                                                 | Pays                  | Total |
| ---------- | ----------------------------------------------------------------------------------------- | --------------------- | ----- |
| 20/03/1724 | Cardinaux au moment du Conclave de 1724,                                                  | États pontificaux     | 66    |
| 05/05/1724 | Décès du cardinal Sebastiano Antonio Tanara                                               | États pontificaux     | 65    |
| 29/05/1724 | Élection papale du cardinal Pietro Francesco Orsini de Gravina sous le nom de Benoît XIII | États pontificaux     | 64    |
| 28/06/1724 | Décès du cardinal Orazio Filippo Spada                                                    | République de Lucques | 63    |
| 11/09/1724 | Consistoire : création de 2 cardinaux                                                     | États pontificaux     | 65    |
| 20/11/1724 | Consistoire : création d'un cardinal                                                      | États pontificaux     | 66    |
| 20/12/1724 | Consistoire : création de 2 cardinaux                                                     | États pontificaux     | 68    |
| 09/01/1725 | Décès du cardinal Francesco Acquaviva d'Aragona                                           | États pontificaux     | 67    |
| 11/06/1725 | Consistoire : création de 2 cardinaux                                                     | États pontificaux     | 69    |
| 23/08/1725 | Décès du cardinal Ágost Keresztély                                                        | Royaume de Hongrie    | 68    |
| 10/10/1725 | Décès du cardinal Francesco del Giudice                                                   | États pontificaux     | 67    |
| 15/12/1725 | Décès du cardinal Giuseppe Vallemani                                                      | États pontificaux     | 66    |
| 19/01/1726 | Décès du cardinal Giovanni Battista Tolomei                                               | États pontificaux     | 65    |
| 23/04/1726 | Décès du cardinal Giulio Piazza                                                           | États pontificaux     | 64    |
| 01/05/1726 | Décès du cardinal Lorenzo Fieschi                                                         | République de Gênes   | 63    |
| 12/06/1726 | Décès du cardinal Fabrizio Paolucci                                                       | États pontificaux     | 62    |
| 03/07/1726 | Décès du cardinal Galeazzo Marescotti                                                     | États pontificaux     | 61    |
| 11/09/1726 | Consistoire : création d'un cardinal                                                      | États pontificaux     | 62    |
| 16/11/1726 | Décès du cardinal Bernardino Scotti                                                       | États pontificaux     | 61    |
| 09/12/1726 | Consistoire : création de 2 cardinaux et de 7 cardinaux in pectore                        | États pontificaux     | 70    |
| 23/12/1726 | Décès du cardinal Giovanni Battista Bussi                                                 | États pontificaux     | 69    |
| 04/01/1727 | Décès du cardinal Giuseppe Sacripante                                                     | États pontificaux     | 68    |
| 31/07/1727 | Décès du cardinal Giovanni Patrizi                                                        | États pontificaux     | 67    |
| 19/09/1727 | Décès du cardinal Carlo Agostino Fabroni                                                  | États pontificaux     | 66    |
| 26/11/1727 | Consistoire : création de 4 cardinaux et révélation d'un cardinal in pectore              | États pontificaux     | 70    |
| 22/01/1728 | Décès du cardinal Pietro Priuli                                                           | République de Venise  | 69    |
| 26/01/1728 | Consistoire : révélation d'un cardinal in pectore                                         | États pontificaux     | 69    |
| 07/02/1728 | Décès du cardinal Niccolò Caracciolo                                                      | Royaume de Naples     | 68    |
| 20/03/1728 | Décès du cardinal Ulisse Giuseppe Gozzadini                                               | États pontificaux     | 67    |
| 21/04/1728 | Décès du cardinal Philippe-Antoine Gualterio                                              | États pontificaux     | 66    |
| 30/04/1728 | Consistoire : création de 2 cardinaux et révélation de 4 cardinaux in pectore             | États pontificaux     | 68    |
| 20/09/1728 | Consistoire : création de 2 cardinaux                                                     | États pontificaux     | 70    |
| 19/01/1729 | Décès du cardinal Lorenzo Cozza                                                           | États pontificaux     | 69    |
| 30/01/1729 | Décès du cardinal Giovanni Battista Salerni                                               | Royaume de Naples     | 68    |
| 23/03/179  | Consistoire : création d'un cardinal                                                      | États pontificaux     | 69    |
| 04/05/1729 | Décès du cardinal Louis-Antoine de Noailles                                               | Royaume de France     | 68    |
| 31/05/1729 | Décès du cardinal Gregorio Selleri                                                        | États pontificaux     | 67    |
| 06/07/1729 | Consistoire : création de 2 cardinaux                                                     | États pontificaux     | 69    |
| 26/01/1730 | Décès du cardinal Giovanni Francesco Barbarigo                                            | République de Venise  | 68    |
| 08/02/1730 | Consistoire : création d'un cardinal                                                      | États pontificaux     | 69    |
| 14/02/1730 | Décès du cardinal Marco Antonio Ansidei                                                   | États pontificaux     | 68    |
| 19/02/1730 | Décès du cardinal Agostino Pipia                                                          | États pontificaux     | 67    |
| 21/02/1730 | Décès du cardinal Benoît XIII                                                             | États pontificaux     | 67    |

## Évolution numérique au cours du pontificat deClément XII(1730-1740)
| Date       | Évènement                                                                   | Pays                   | Total |
| ---------- | --------------------------------------------------------------------------- | ---------------------- | ----- |
| 05/03/1730 | Cardinaux au moment du Conclave de 1730,                                    | États pontificaux      | 67    |
| 22/03/1730 | Décès du cardinal Benedetto Pamphili                                        | États pontificaux      | 66    |
| 23/04/1730 | Décès du cardinal Bernardo Maria Conti                                      | États pontificaux      | 65    |
| 12/07/1730 | Élection papale du cardinal Lorenzo Corsini sous le nom de Clément XII      | États pontificaux      | 64    |
| 14/08/1730 | Consistoire : création d'un cardinal in pectore                             | États pontificaux      | 65    |
| 06/09/1730 | Décès du cardinal Innico Caracciolo                                         | Royaume de Naples      | 64    |
| 02/10/1730 | Consistoire : création de 4 cardinaux                                       | États pontificaux      | 68    |
| 20/10/1730 | Décès du cardinal Carlo Collicola                                           | États pontificaux      | 67    |
| 11/12/1730 | Consistoire : révélation d'un cardinal in pectore                           | États pontificaux      | 67    |
| 27/12/1730 | Décès du cardinal Agostino Cusani                                           | Duché de Milan         | 66    |
| 24/03/1731 | Décès du cardinal Giacomo Boncompagni                                       | États pontificaux      | 65    |
| 24/09/1731 | Consistoire : création de 5 cardinaux                                       | États pontificaux      | 70    |
| 24/02/1732 | Décès du cardinal Prospero Marefoschi                                       | États pontificaux      | 69    |
| 29/08/1732 | Décès du cardinal Imre Csáky                                                | Royaume de Hongrie     | 68    |
| 01/10/1732 | Consistoire : création de 2 cardinaux                                       | États pontificaux      | 70    |
| 30/12/1732 | Décès du cardinal Cornelio Bentivoglio                                      | États pontificaux      | 69    |
| 24/02/1733 | Décès du cardinal Alamanno Salviati                                         | Grand-duché de Toscane | 68    |
| 02/03/1733 | Consistoire : création d'un cardinal                                        | États pontificaux      | 69    |
| 08/08/1733 | Décès du cardinal Carlos de Borja y Centellas                               | Monarchie espagnole    | 68    |
| 16/09/1733 | Décès du cardinal Antonio Banchieri                                         | Grand-duché de Toscane | 67    |
| 28/09/1733 | Consistoire : création de 2 cardinaux                                       | États pontificaux      | 69    |
| 18/11/1733 | Décès du cardinal Girolamo Grimaldi                                         | République de Gênes    | 68    |
| 02/12/1733 | Décès du cardinal Sinibaldo Doria                                           | République de Gênes    | 67    |
| 26/01/1734 | Décès du cardinal Alessandro Falconieri                                     | États pontificaux      | 66    |
| 09/02/1734 | Décès du cardinal Diego de Astorga y Cépedes                                | Monarchie espagnole    | 65    |
| 24/03/1734 | Consistoire : création de 4 cardinaux                                       | États pontificaux      | 69    |
| 20/06/1734 | Décès du cardinal Michael Friedrich von Althann                             | Royaume de Hongrie     | 68    |
| 14/08/1734 | Décès du cardinal Alessandro Aldobrandini                                   | Grand-duché de Toscane | 67    |
| 05/12/1734 | Décès du cardinal Francesco Pignatelli                                      | Royaume de Naples      | 66    |
| 17/01/1735 | Consistoire : création d'un cardinal                                        | États pontificaux      | 67    |
| 12/04/1735 | Décès du cardinal Niccolò Spinola                                           | République de Gênes    | 66    |
| 19/12/1735 | Consistoire : création d'un cardinal                                        | États pontificaux      | 67    |
| 15/07/1737 | Décès du cardinal Giuseppe Renato Imperiali                                 | Royaume de Naples      | 66    |
| 18/03/1737 | Décès du cardinal Curzio Origo                                              | États pontificaux      | 65    |
| 26/07/1737 | Décès du cardinal Henri-Pons de Thiard de Bissy                             | Royaume de France      | 64    |
| 23/09/1737 | Décès du cardinal Antonfelice Zondadari                                     | Grand-duché de Toscane | 63    |
| 20/12/1737 | Consistoire : création de 6 cardinaux et d'un cardinal in pectore           | États pontificaux      | 70    |
| 09/02/1738 | Décès du cardinal Fabio Olivieri                                            | États pontificaux      | 69    |
| 23/06/1738 | Consistoire : création d'un cardinal et révélation d'un cardinal in pectore | États pontificaux      | 70    |
| 22/07/1738 | Décès du cardinal Wolfgang Hannibal von Schrattenbach                       | Autriche               | 69    |
| 17/08/1738 | Décès du cardinal Francesco Barberini                                       | États pontificaux      | 68    |
| 28/09/1738 | Décès du cardinal José Pereira de Lacerda                                   | Royaume de Portugal    | 67    |
| 19/12/1738 | Consistoire : création d'un cardinal                                        | États pontificaux      | 68    |
| 17/01/1739 | Décès du cardinal Giorgio Spinola                                           | République de Gênes    | 67    |
| 23/02/1739 | Consistoire : création de 2 cardinaux                                       | États pontificaux      | 69    |
| 08/07/1739 | Décès du cardinal Carlo Colonna                                             | États pontificaux      | 68    |
| 15/07/1739 | Consistoire : création d'un cardinal                                        | États pontificaux      | 69    |
| 19/08/1739 | Décès du cardinal Álvaro Cienfuegos                                         | Monarchie espagnole    | 68    |
| 30/09/1739 | Consistoire: création de 2 cardinaux                                        | États pontificaux      | 70    |
| 11/01/1740 | Décès du cardinal Gianantonio Davia                                         | États pontificaux      | 69    |
| 22/01/1740 | Décès du cardinal Giberto Borromeo                                          | Duché de Milan         | 68    |
| 06/02/1740 | Décès du pape Clément XII                                                   | États pontificaux      | 68    |

## Évolution numérique au cours du pontificat deBenoît XIV(1740-1758)
| Date       | Évènement                                                                         | Pays                           | Total |
| ---------- | --------------------------------------------------------------------------------- | ------------------------------ | ----- |
| 18/02/1740 | Cardinaux au moment du Conclave de 1740,                                          | États pontificaux              | 68    |
| 29/02/1740 | Décès du cardinal Pietro Ottoboni                                                 | République de Venise           | 67    |
| 12/03/1740 | Décès du cardinal Giovanni Battista Altieri                                       | États pontificaux              | 66    |
| 02/06/1740 | Décès du cardinal Leandro di Porzia                                               | République de Venise           | 65    |
| 24/06/1740 | Décès du cardinal Serafino Cenci                                                  | États pontificaux              | 64    |
| 17/08/1740 | Élection papale du cardinal Prospero Lorenzo Lambertini sous le nom de Benoît XIV | États pontificaux              | 63    |
| 13/12/1740 | Décès du cardinal Benedetto Odescalchi-Erba                                       | Duché de Milan                 | 62    |
| 16/05/1741 | Décès du cardinal Giacomo Lanfredini                                              | Grand-duché de Toscane         | 61    |
| 21/05/1741 | Décès du cardinal Bartolomeo Ruspoli                                              | États pontificaux              | 60    |
| 03/08/1741 | Décès du cardinal Lorenzo Altieri                                                 | États pontificaux              | 59    |
| 25/09/1741 | Décès du cardinal Marcello Passari                                                | Royaume de Naples              | 58    |
| 20/11/1741 | Décès du cardinal Melchior de Polignac                                            | Royaume de France              | 57    |
| 20/02/1742 | Décès du cardinal Marcellino Corio                                                | Duché de Milan                 | 56    |
| 18/09/1742 | Décès du cardinal Vincenzo Ludovico Gotti                                         | États pontificaux              | 55    |
| 09/12/1742 | Décès du cardinal Carlo Vincenzo Maria Ferreri Thaon                              | Royaume de Sardaigne           | 54    |
| 23/12/1742 | Décès du cardinal Gaetano Stampa                                                  | Duché de Milan                 | 53    |
| 12/01/1743 | Décès du cardinal Camillo Cibo                                                    | Duché de Massa et Carrare      | 52    |
| 27/01/1743 | Décès du cardinal Pietro Maria Pieri                                              | Grand-duché de Toscane         | 51    |
| 29/01/1743 | Décès du cardinal André Hercule de Fleury                                         | Royaume de France              | 50    |
| 30/01/1743 | Décès du cardinal Niccolò del Giudice                                             | Royaume de Naples              | 49    |
| 08/02/1743 | Décès du cardinal Pier Marcellino Corradini                                       | États pontificaux              | 48    |
| 22/02/1743 | Décès du cardinal Luis Antonio Belluga y Moncada                                  | Monarchie espagnole            | 47    |
| 04/03/1743 | Décès du cardinal Prospero Colonna                                                | États pontificaux              | 46    |
| 05/04/1743 | Décès du cardinal Francesco Antonio Finy                                          | Royaume de Naples              | 45    |
| 10/08/1743 | Décès du cardinal Lodovico Pico della Mirandola                                   | États pontificaux              | 44    |
| 19/08/1743 | Décès du cardinal Damien de Schönborn-Buchheim                                    | Saint-Empire romain germanique | 43    |
| 09/09/1743 | Consistoire : création de 24 cardinaux et d'un cardinal in pectore                | États pontificaux              | 68    |
| 30/08/1744 | Décès du cardinal Gaspar de Molina y Oviedo                                       | Monarchie espagnole            | 67    |
| 24/10/1744 | Décès du cardinal Giuseppe Firrao                                                 | Royaume de Naples              | 66    |
| 12/11/1744 | Décès du cardinal Léon Potier de Gesvres                                          | Royaume de France              | 65    |
| 17/01/1745 | Décès du cardinal Luigi Maria Lucini                                              | Duché de Milan                 | 64    |
| 20/11/1745 | Décès du cardinal Bartolomeo Massei                                               | États pontificaux              | 63    |
| 17/01/1746 | Consistoire : révélation d'un cardinal in pectore                                 | États pontificaux              | 63    |
| 20/02/1746 | Décès du cardinal Jan Aleksander Lipski                                           | République des Deux Nations    | 62    |
| 27/08/1746 | Décès du cardinal Carlo Leopoldo Calcagnini                                       | États pontificaux              | 61    |
| 16/01/1747 | Décès du cardinal Carlo Maria Marini                                              | République de Gênes            | 60    |
| 20/03/1747 | Décès du cardinal Troiano Acquaviva d'Aragona                                     | Royaume de Naples              | 59    |
| 21/03/1747 | Décès du cardinal Giuseppe Accoramboni                                            | États pontificaux              | 58    |
| 21/03/1747 | Décès du cardinal Vincenzo Petra                                                  | Royaume de Naples              | 57    |
| 10/04/1747 | Consistoire : création de 11 cardinaux                                            | États pontificaux              | 68    |
| 23/04/1747 | Décès du cardinal Henri-Oswald de La Tour d'Auvergne                              | Royaume de France              | 67    |
| 03/07/1747 | Consistoire : création d'un cardinal                                              | États pontificaux              | 68    |
| 28/09/1747 | Décès du cardinal Philipp Ludwig von Sinzendorf                                   | Autriche                       | 67    |
| 04/10/1747 | Décès du cardinal João da Motta e Silva                                           | Royaume de Portugal            | 66    |
| 21/02/1748 | Décès du cardinal Raffaele Cosimo De Girolami                                     | Grand-duché de Toscane         | 65    |
| 19/07/1749 | Décès du cardinal Armand-Gaston-Maximilien de Rohan                               | Royaume de France              | 64    |
| 20/08/1749 | Décès du cardinal Raniero Felice Simonetti                                        | États pontificaux              | 63    |
| 11/02/1750 | Décès du cardinal Vincenzo Bichi                                                  | Grand-duché de Toscane         | 62    |
| 03/12/1750 | Décès du cardinal Nuno da Cunha e Ataíde                                          | Royaume de Portugal            | 61    |
| 12/04/1751 | Décès du cardinal Sigismund von Kollonitsch                                       | Autriche                       | 60    |
| 21/10/1751 | Décès du cardinal Annibale Albani                                                 | États pontificaux              | 59    |
| 16/01/1752 | Décès du cardinal Pompeo Aldrovandi                                               | États pontificaux              | 58    |
| 26/06/1752 | Décès du cardinal Jules Alberoni                                                  | Duché de Parme                 | 57    |
| 20/08/1752 | Décès du cardinal Giovanni Battista Spinola                                       | République de Gênes            | 56    |
| 02/11/1752 | Décès du cardinal Domenico Riviera                                                | États pontificaux              | 55    |
| 16/02/1753 | Décès du cardinal Tommaso Ruffo                                                   | Royaume de Naples              | 54    |
| 22/02/1753 | Décès du cardinal Antonio Maria Ruffo                                             | Royaume de Naples              | 53    |
| 13/03/1753 | Décès du cardinal Antonio Saverio Gentili                                         | États pontificaux              | 52    |
| 26/11/1753 | Consistoire : création de 16 cardinaux                                            | États pontificaux              | 68    |
| 17/01/1754 | Décès du cardinal Filippo Maria De Monti                                          | États pontificaux              | 67    |
| 24/01/1754 | Décès du cardinal Giovanni Battista Barni                                         | Duché de Milan                 | 66    |
| 27/02/1754 | Décès du cardinal Tomás de Almeida                                                | Royaume de Portugal            | 65    |
| 20/03/1754 | Décès du cardinal Giuseppe Livizzani Mulazzani                                    | Duché de Modène et Reggio      | 64    |
| 22/04/1754 | Consistoire : création d'un cardinal                                              | États pontificaux              | 65    |
| 29/04/1754 | Décès du cardinal Alessandro Tanara                                               | États pontificaux              | 64    |
| 18/12/1754 | Démission du cardinal Louis Antoine de Bourbon                                    | Monarchie espagnole            | 63    |
| 18/12/1754 | Consistoire : création d'un cardinal                                              | États pontificaux              | 64    |
| 05/01/1755 | Décès du cardinal Angelo Maria Querini                                            | République de Venise           | 63    |
| 08/01/1755 | Décès du cardinal Francesco Ricci                                                 | États pontificaux              | 62    |
| 08/02/1755 | Décès du cardinal Niccolò Coscia                                                  | Royaume de Naples              | 61    |
| 18/06/1755 | Décès du cardinal Gioacchino Besozzi                                              | Duché de Milan                 | 60    |
| 15/12/1755 | Décès du cardinal Pierluigi Carafa                                                | Royaume de Naples              | 59    |
| 22/02/1756 | Décès du cardinal Mario Bolognetti                                                | États pontificaux              | 58    |
| 05/04/1756 | Consistoire : création de 9 cardinaux                                             | États pontificaux              | 67    |
| 25/04/1756 | Décès du cardinal Enrico Enriquez                                                 | Royaume de Naples              | 66    |
| 28/06/1756 | Décès du cardinal Armand de Rohan-Soubise                                         | Royaume de France              | 65    |
| 25/07/1756 | Décès du cardinal Mario Millini                                                   | États pontificaux              | 64    |
| 28/08/1756 | Décès du cardinal Silvio Valenti-Gonzaga                                          | États pontificaux              | 63    |
| 11/02/1757 | Décès du cardinal Francesco Landi Pietra                                          | Duché de Parme                 | 62    |
| 10/03/1757 | Décès du cardinal Johann Joseph von Trautson                                      | Autriche                       | 61    |
| 21/03/1757 | Décès du cardinal Nicolò Maria Lercari                                            | République de Gênes            | 60    |
| 29/04/1757 | Décès du cardinal Frédéric-Jérôme de La Rochefoucauld                             | Royaume de France              | 59    |
| 16/11/1757 | Décès du cardinal Giovanni Giacomo Millo                                          | États pontificaux              | 58    |
| 30/01/1758 | Décès du cardinal Luigi Mattei                                                    | États pontificaux              | 57    |
| 05/02/1758 | Décès du cardinal Ferdinand Julius von Troyer                                     | Autriche                       | 56    |
| 02/03/1758 | Décès du cardinal Pierre Guérin de Tencin                                         | Royaume de France              | 55    |
| 03/05/1758 | Décès du pape Benoît XIV                                                          | États pontificaux              | 55    |

## Évolution numérique au cours du pontificat deClément XIII(1758-1769)
| Date       | Évènement                                                                           | Pays                      | Total |
| ---------- | ----------------------------------------------------------------------------------- | ------------------------- | ----- |
| 15/05/1758 | Cardinaux au moment du Conclave de 1758,                                            | États pontificaux         | 55    |
| 06/07/1758 | Élection papale du cardinal Carlo della Torre Rezzonico sous le nom de Clément XIII | États pontificaux         | 54    |
| 09/07/1758 | Décès du cardinal José Manuel da Câmara de Atalaia                                  | Royaume de Portugal       | 53    |
| 11/09/1758 | Consistoire : création d'un cardinal in pectore                                     | États pontificaux         | 54    |
| 30/09/1758 | Décès du cardinal Alberico Archinto                                                 | Duché de Milan            | 53    |
| 02/10/1758 | Consistoire : création de 2 cardinaux et révélation d'un cardinal in pectore        | États pontificaux         | 55    |
| 04/11/1758 | Décès du cardinal Carlo Maria Sacripante                                            | États pontificaux         | 54    |
| 23/12/1758 | Décès du cardinal Clemente Argenvilliers                                            | États pontificaux         | 53    |
| 05/01/1759 | Décès du cardinal Thomas-Philippe d'Alsace de Hénin-Liétard                         | Pays-Bas autrichiens      | 52    |
| 15/01/1759 | Décès du cardinal Giovanni Antonio Guadagni                                         | Grand-duché de Toscane    | 51    |
| 31/01/1759 | Décès du cardinal Giorgio Doria                                                     | République de Gênes       | 50    |
| 10/03/1759 | Décès du cardinal Nicolas de Saulx-Tavannes                                         | Royaume de France         | 49    |
| 21/06/1759 | Décès du cardinal Francesco Scipione Maria Borghese                                 | États pontificaux         | 48    |
| 24/09/1759 | Consistoire : création de 22 cardinaux                                              | États pontificaux         | 70    |
| 20/06/1760 | Décès du cardinal Giovanni Battista Mesmer                                          | Duché de Milan            | 69    |
| 22/06/1760 | Décès du cardinal Joaquín Fernández Portocarrero                                    | Monarchie espagnole       | 68    |
| 21/08/1760 | Décès du cardinal Agapito Mosca                                                     | États pontificaux         | 67    |
| 23/01/1761 | Décès du cardinal Álvaro Eugenio de Mendoza Caamaño Sotomayor                       | Monarchie espagnole       | 66    |
| 11/03/1761 | Décès du cardinal Girolamo De Bardi                                                 | Grand-duché de Toscane    | 65    |
| 12/06/1761 | Décès du cardinal Giuseppe Agostino Orsi                                            | Grand-duché de Toscane    | 64    |
| 22/06/1761 | Décès du cardinal Raniero d'Elci                                                    | Grand-duché de Toscane    | 63    |
| 05/07/1761 | Décès du cardinal Domenico Silvio Passionei                                         | États pontificaux         | 62    |
| 24/07/1761 | Décès du cardinal Ludovico Gualterio De' Gualtieri                                  | États pontificaux         | 61    |
| 09/08/1761 | Décès du cardinal Fortunato Tamburini                                               | Duché de Modène et Reggio | 60    |
| 30/08/1761 | Décès du cardinal Joseph Dominicus von Lamberg                                      | Autriche                  | 59    |
| 23/11/1761 | Consistoire : création de 10 cardinaux                                              | États pontificaux         | 69    |
| 13/03/1762 | Décès du cardinal Daniele Delfino                                                   | République de Venise      | 68    |
| 28/03/1762 | Décès du cardinal Antonio Maria Erba-Odescalchi                                     | Duché de Milan            | 67    |
| 17/07/1762 | Décès du cardinal Luca Melchiore Tempi                                              | Grand-duché de Toscane    | 66    |
| 12/11/1762 | Décès du cardinal Ludovico Merlini                                                  | États pontificaux         | 65    |
| 18/01/1863 | Décès du cardinal Girolamo Colonna di Sciarra                                       | États pontificaux         | 64    |
| 27/01/1763 | Décès du cardinal Jean-Théodore de Bavière                                          | Électorat de Bavière      | 63    |
| 02/03/1763 | Décès du cardinal Baldassare Cenci                                                  | États pontificaux         | 62    |
| 12/04/1763 | Décès du cardinal Giuseppe Spinelli                                                 | Royaume de Naples         | 61    |
| 11/06/1763 | Décès du cardinal Camillo Paolucci                                                  | États pontificaux         | 60    |
| 18/07/1763 | Consistoire : création de 2 cardinaux                                               | États pontificaux         | 62    |
| 18/10/1763 | Décès du cardinal Giovanni Francesco Banchieri                                      | Grand-duché de Toscane    | 61    |
| 18/10/1763 | Décès du cardinal Ludovico Valenti                                                  | États pontificaux         | 60    |
| 14/01/1764 | Décès du cardinal Giuseppe Alessandro Furietti                                      | République de Venise      | 59    |
| 13/10/1764 | Décès du cardinal Cosimo Imperiali                                                  | République de Gênes       | 58    |
| 05/04/1765 | Décès du cardinal Cornelio Caprara                                                  | États pontificaux         | 57    |
| 20/04/1765 | Décès du cardinal Prospero Colonna di Sciarra                                       | États pontificaux         | 56    |
| 10/09/1765 | Décès du cardinal Pietro Francesco Bussi                                            | États pontificaux         | 55    |
| 21/07/1766 | Consistoire : création de 2 cardinaux                                               | États pontificaux         | 57    |
| 24/07/1766 | Décès du cardinal Filippo Acciajuoli                                                | États pontificaux         | 56    |
| 26/09/1766 | Consistoire : création de 13 cardinaux                                              | États pontificaux         | 69    |
| 09/10/1766 | Décès du cardinal Giovanni Battista Rotario da Pralormo                             | Royaume de Sardaigne      | 68    |
| 04/01/1767 | Décès du cardinal Giuseppe Simonetti                                                | États pontificaux         | 67    |
| 01/02/1767 | Décès du cardinal Sante Veronese                                                    | République de Venise      | 66    |
| 24/03/1767 | Décès du cardinal Antonio Andrea Galli                                              | États pontificaux         | 65    |
| 25/05/1767 | Décès du cardinal Niccolò Oddi                                                      | États pontificaux         | 64    |
| 25/09/1767 | Décès du cardinal Nicolò Maria Antonelli                                            | États pontificaux         | 63    |
| 15/11/1767 | Décès du cardinal Giuseppe Maria Feroni                                             | Grand-duché de Toscane    | 62    |
| 14/12/1767 | Décès du cardinal Niccolò Serra                                                     | République de Gênes       | 61    |
| 29/02/1768 | Décès du cardinal Ignazio Michele Crivelli                                          | Duché de Milan            | 60    |
| 29/06/1768 | Décès du cardinal Enrichetto Virginio Natta                                         | Royaume de Sardaigne      | 59    |
| 24/08/1768 | Décès du cardinal Marcello Crescenzi                                                | États pontificaux         | 58    |
| 18/11/1768 | Décès du cardinal Enea Silvio Piccolomini                                           | Grand-duché de Toscane    | 57    |
| 02/02/1769 | Décès du pape Clément XIII                                                          | États pontificaux         | 57    |

## Évolution numérique au cours du pontificat deClément XIV(1769-1774)
| Date       | Évènement                                                                              | Pays                           | Total |
| ---------- | -------------------------------------------------------------------------------------- | ------------------------------ | ----- |
| 15/02/1769 | Cardinaux au moment du Conclave de 1769,                                               | États pontificaux              | 57    |
| 19/05/1769 | Élection papale du cardinal Giovanni Ganganelli sous le nom de Clément XIV             | États pontificaux              | 56    |
| 25/06/1769 | Décès du cardinal Carlo Francesco Durini                                               | Duché de Milan                 | 55    |
| 18/12/1769 | Consistoire : création d'un cardinal in pectore                                        | États pontificaux              | 56    |
| 07/01/1770 | Décès du cardinal Paulo de Carvalho de Mendoça                                         | Royaume de Portugal            | 55    |
| 29/01/1770 | Consistoire : création d'un cardinal in pectore et révélation d'un cardinal in pectore | États pontificaux              | 56    |
| 20/04/1770 | Décès du cardinal Franz Christoph von Hutten zum Stolzenberg                           | Saint-Empire romain germanique | 55    |
| 02/05/1770 | Décès du cardinal Giacomo Oddi                                                         | États pontificaux              | 54    |
| 06/08/1770 | Consistoire : création d'un cardinal                                                   | États pontificaux              | 55    |
| 10/09/1770 | Consistoire : création de 2 cardinaux et révélation d'un cardinal in pectore           | États pontificaux              | 57    |
| 06/12/1770 | Décès du cardinal Neri Maria Corsini                                                   | Grand-duché de Toscane         | 56    |
| 12/12/1770 | Consistoire : création de 2 cardinaux in pectore                                       | États pontificaux              | 58    |
| 14/12/1770 | Décès du cardinal Pietro Paolo De Conti                                                | États pontificaux              | 57    |
| 10/01/1771 | Décès du cardinal Filippo Maria Pirelli                                                | Royaume de Naples              | 56    |
| 26/03/1771 | Décès du cardinal Luis Antonio Fernández de Córdoba Portocarrero                       | Monarchie espagnole            | 55    |
| 17/06/1771 | Consistoire : création de 2 cardinaux in pectore                                       | États pontificaux              | 57    |
| 12/07/1771 | Décès du cardinal Flavio Chigi                                                         | États pontificaux              | 56    |
| 23/09/1771 | Consistoire : création d'un cardinal in pectore                                        | États pontificaux              | 57    |
| 16/12/1771 | Consistoire : création d'un cardinal                                                   | États pontificaux              | 58    |
| 24/02/1772 | Décès du cardinal Nicola Perrelli                                                      | Royaume de Naples              | 57    |
| 26/10/1772 | Décès du cardinal Antonio Marino Priuli                                                | République de Venise           | 56    |
| 14/12/1772 | Consistoire : création d'un cardinal                                                   | États pontificaux              | 57    |
| 03/03/1773 | Décès du cardinal Federico Marcello Lante Montefeltro della Rovere                     | États pontificaux              | 56    |
| 14/03/1773 | Décès du cardinal Giovanni Molino                                                      | République de Venise           | 55    |
| 15/03/1773 | Consistoire : création d'un cardinal et révélation de deux cardinaux in pectore        | États pontificaux              | 56    |
| 20/03/1773 | Décès du cardinal Saverio Canale                                                       | États pontificaux              | 55    |
| 19/04/1773 | Consistoire : création de 2 cardinaux et révélation de 3 cardinaux in pectore          | États pontificaux              | 57    |
| 26/04/1773 | Consistoire : création de 2 cardinaux et de 11 cardinaux in pectore                    | États pontificaux              | 59    |
| 15/11/1773 | Décès du cardinal Pietro Girolamo Guglielmi                                            | États pontificaux              | 58    |
| 07/01/1774 | Décès du cardinal Antoine-Clériade de Choiseul-Beaupré                                 | Royaume de France              | 57    |
| 07/03/1774 | Décès du cardinal Carlo Alberto Guidoboni Cavalchini                                   | Royaume de Sardaigne           | 56    |
| 24/07/1774 | Décès du cardinal Étienne-René Potier de Gesvres                                       | Royaume de France              | 55    |
| 22/09/1774 | Décès du pape Clément XIV                                                              | États pontificaux              | 55    |

## Évolution numérique au cours du pontificat dePie VI(1775-1799)
| Date       | Évènement                                                                     | Pays                           | Total |
| ---------- | ----------------------------------------------------------------------------- | ------------------------------ | ----- |
| 05/10/1774 | Cardinaux au moment du Conclave de 1774-1775,                                 | États pontificaux              | 55    |
| 07/12/1774 | Décès du cardinal Giovanni Francesco Stoppani                                 | Duché de Milan                 | 54    |
| 04/02/1775 | Décès du cardinal Ferdinando Maria de Rossi                                   | Grand-duché de Toscane         | 53    |
| 15/02/1775 | Élection papale du cardinal Giovanni Angelico Braschi sous le nom de Pie VI   | États pontificaux              | 52    |
| 21/03/1775 | Décès du cardinal Francisco de Solís Folch de Cardona                         | Monarchie espagnole            | 51    |
| 24/04/1775 | Consistoire : création de 2 cardinaux                                         | États pontificaux              | 53    |
| 29/05/1775 | Consistoire : création d'un cardinal in pectore                               | États pontificaux              | 54    |
| 24/06/1775 | Décès du cardinal Antonio Sersale                                             | Royaume de Naples              | 53    |
| 17/07/1775 | Consistoire : création de 2 cardinaux in pectore                              | États pontificaux              | 55    |
| 11/09/1775 | Consistoire : révélation d'un cardinal in pectore                             | États pontificaux              | 55    |
| 16/10/1775 | Décès du cardinal Franz Konrad von Rodt                                       | Saint-Empire romain germanique | 54    |
| 13/11/1775 | Consistoire : création d'un cardinal et révélation de 2 cardinaux in pectore  | États pontificaux              | 55    |
| 03/12/1775 | Décès du cardinal Vincenzo Malvezzi Bonfioli                                  | États pontificaux              | 54    |
| 07/12/1775 | Décès du cardinal Fabrizio Serbelloni                                         | Duché de Milan                 | 53    |
| 24/12/1775 | Décès du cardinal Bernardino De Vecchi                                        | Grand-duché de Toscane         | 52    |
| 15/04/1776 | Consistoire : création de 2 cardinaux in pectore                              | États pontificaux              | 54    |
| 27/04/1776 | Décès du cardinal Simone Buonaccorsi                                          | États pontificaux              | 53    |
| 20/05/1776 | Consistoire : création de 2 cardinaux et révélation de 2 cardinaux in pectore | États pontificaux              | 55    |
| 12/08/1776 | Décès du cardinal Benedetto Veterani                                          | États pontificaux              | 54    |
| 01/11/1776 | Décès du cardinal Francisco de Saldanha da Gama                               | Royaume de Portugal            | 53    |
| 02/01/1777 | Décès du cardinal Urbano Paracciani Rutili                                    | États pontificaux              | 52    |
| 06/01/1777 | Décès du cardinal Luigi Maria Torregiani                                      | États pontificaux              | 51    |
| 20/03/1777 | Décès du cardinal Jean-François-Joseph de Rochechouart                        | Royaume de France              | 50    |
| 06/05/1777 | Décès du cardinal Buenaventura de Córdoba Espínola de la Cerda                | Monarchie espagnole            | 49    |
| 23/06/1777 | Consistoire : création de 4 cardinaux et de 6 cardinaux in pectore            | États pontificaux              | 57    |
| 27/10/1777 | Décès du cardinal Charles Antoine de La Roche-Aymon                           | Royaume de France              | 56    |
| 15/12/1777 | Consistoire : révélation de 2 cardinaux in pectore                            | États pontificaux              | 56    |
| 01/06/1778 | Consistoire : création de 10 cardinaux                                        | États pontificaux              | 66    |
| 01/10/1778 | Décès du cardinal Gaetano Fantuzzi Gottifredi                                 | États pontificaux              | 65    |
| 11/03/1779 | Décès du cardinal Louis-Constantin de Rohan                                   | Royaume de France              | 64    |
| 12/07/1779 | Consistoire : création d'un cardinal et d'un cardinal in pectore              | États pontificaux              | 66    |
| 11/12/1779 | Décès du cardinal Alessandro Albani                                           | États pontificaux              | 65    |
| 09/04/1780 | Décès du cardinal Giuseppe Maria Castelli                                     | Duché de Milan                 | 64    |
| 23/04/1780 | Décès du cardinal Romoaldo Guidi                                              | États pontificaux              | 63    |
| 04/12/1780 | Décès du cardinal Pietro Colonna                                              | États pontificaux              | 62    |
| 11/12/1780 | Consistoire : création d'un cardinal et révélation de 2 cardinaux in pectore  | États pontificaux              | 63    |
| 16/12/1780 | Décès du cardinal Juan Tomás de Boxadors y Sureda de San Martín               | Monarchie espagnole            | 62    |
| 16/12/1780 | Décès du cardinal Gennaro Antonio De Simone                                   | Royaume de Naples              | 61    |
| 22/12/1780 | Décès du cardinal Giovanni Costanzio Caracciolo                               | Royaume de Naples              | 60    |
| 23/12/1780 | Décès du cardinal Mario Marefoschi Compagnoni                                 | États pontificaux              | 59    |
| 05/06/1781 | Décès du cardinal Giovanni Ottavio Manciforte Sperelli                        | États pontificaux              | 58    |
| 10/12/1781 | Décès du cardinal Francisco Javier Delgado Venegas                            | Monarchie espagnole            | 57    |
| 05/05/1782 | Décès du cardinal Bernardino Giraud                                           | États pontificaux              | 56    |
| 22/05/1782 | Consistoire : révélation d'un cardinal in pectore                             | États pontificaux              | 56    |
| 18/06/1782 | Décès du cardinal Marc'Antonio Marcolini                                      | États pontificaux              | 55    |
| 03/08/1782 | Décès du cardinal Giovanni Ottavio Bufalini                                   | États pontificaux              | 54    |
| 09/12/1782 | Décès du cardinal Ludovico Calini                                             | Duché de Milan                 | 53    |
| 16/12/1782 | Consistoire : création d'un cardinal et d'un cardinal in pectore              | États pontificaux              | 55    |
| 25/12/1782 | Décès du cardinal Scipione Borghese                                           | États pontificaux              | 54    |
| 31/01/1783 | Décès du cardinal João Cosme da Cunha                                         | Royaume de Portugal            | 53    |
| 13/03/1783 | Décès du cardinal Leopold Ernst von Firmian                                   | Autriche                       | 52    |
| 27/04/1783 | Décès du cardinal Giuseppe Pozzobonelli                                       | Duché de Milan                 | 51    |
| 21/07/1783 | Décès du cardinal Giovanni Battista Rezzonico                                 | République de Venise           | 50    |
| 23/01/1784 | Décès du cardinal Carlo Vittorio Amedeo delle Lanze                           | Royaume de Sardaigne           | 49    |
| 23/03/1784 | Décès du cardinal Giovanni Carlo Bandi                                        | États pontificaux              | 48    |
| 22/07/1784 | Décès du cardinal Girolamo Spinola                                            | République de Gênes            | 47    |
| 20/09/1784 | Consistoire : création d'un cardinal et d'un cardinal in pectore              | États pontificaux              | 49    |
| 14/02/1785 | Consistoire : création de 13 cardinaux et d'un cardinal in pectore            | États pontificaux              | 63    |
| 23/02/1785 | Décès du cardinal Lazzaro Opizio Pallavicino                                  | République de Gênes            | 61    |
| 09/06/1785 | Décès du cardinal Paolo Massei                                                | Grand-duché de Toscane         | 60    |
| 15/11/1785 | Décès du cardinal Innocenzo Conti                                             | États pontificaux              | 59    |
| 11/04/1786 | Décès du cardinal Fernando de Sousa e Silva                                   | Royaume de Portugal            | 58    |
| 31/07/1786 | Décès du cardinal Antonio Branciforte Colonna                                 | Royaume de Sicile              | 57    |
| 18/12/1786 | Consistoire : création d'un cardinal                                          | États pontificaux              | 58    |
| 14/01/1787 | Décès du cardinal Antonio Casali                                              | États pontificaux              | 57    |
| 29/01/1787 | Consistoire : création d'un cardinal                                          | États pontificaux              | 58    |
| 03/04/1787 | Décès du cardinal Tommaso Maria Ghilini                                       | Royaume de Sardaigne           | 57    |
| 04/04/1787 | Décès du cardinal Francesco d'Elci                                            | Grand-duché de Toscane         | 56    |
| 17/12/1787 | Consistoire : révélation d'un cardinal in pectore                             | États pontificaux              | 56    |
| 21/01/1788 | décès du cardinal Paul d'Albert de Luynes                                     | Royaume de France              | 55    |
| 29/02/1788 | Décès du cardinal Pasquale Acquaviva d'Aragona                                | Royaume de Naples              | 54    |
| 04/03/1788 | Décès du cardinal Antonio Eugenio Visconti                                    | Duché de Milan                 | 53    |
| 07/04/1788 | Consistoire : création d'un cardinal                                          | États pontificaux              | 54    |
| 06/09/1788 | Décès du cardinal Giovanni Carlo Boschi                                       | États pontificaux              | 53    |
| 15/12/1788 | Consistoire : création d'un cardinal                                          | États pontificaux              | 54    |
| 10/01/1789 | Décès du cardinal Domenico Orsini d'Aragona                                   | Royaume de Naples              | 53    |
| 17/01/1789 | Décès du cardinal Andrea Negroni                                              | États pontificaux              | 52    |
| 29/03/1789 | Décès du cardinal Giovanni Cornaro                                            | République de Venise           | 51    |
| 30/03/1789 | Consistoire : création de 9 cardinaux                                         | États pontificaux              | 60    |
| 03/08/1789 | Consistoire : création d'un cardinal                                          | États pontificaux              | 61    |
| 12/10/1789 | Décès du cardinal Giovanni Maria Riminaldi                                    | États pontificaux              | 60    |
| 09/08/1790 | Décès du cardinal Ignazio Gaetano Boncompagni-Ludovisi                        | États pontificaux              | 59    |
| 11/07/1791 | Décès du cardinal Giovanni de Gregorio                                        | Royaume de Sicile              | 58    |
| 26/09/1791 | Consistoire : création d'un cardinal in pectore                               | États pontificaux              | 59    |
| 26/09/1791 | Démission du cardinal Étienne-Charles de Loménie de Brienne                   | France                         | 58    |
| 04/05/1792 | Décès du cardinal Giuseppe Garampi                                            | États pontificaux              | 57    |
| 18/06/1792 | Consistoire : création d'un cardinal                                          | États pontificaux              | 58    |
| 26/03/1793 | Décès du cardinal Francesco Carrara                                           | République de Venise           | 57    |
| 07/06/1793 | Décès du cardinal Vitaliano Borromeo                                          | Duché de Milan                 | 56    |
| 11/10/1793 | Décès du cardinal Raniero Finocchietti                                        | Grand-duché de Toscane         | 55    |
| 04/12/1793 | Décès du cardinal Marcantonio Colonna                                         | États pontificaux              | 54    |
| 21/02/1794 | Consistoire : création de 8 cardinaux et révélation de 2 cardinaux in pectore | États pontificaux              | 62    |
| 13/07/1794 | Décès du cardinal Filippo Lancellotti                                         | États pontificaux              | 61    |
| 05/08/1794 | Décès du cardinal Gregorio Antonio Maria Salviati                             | États pontificaux              | 60    |
| 03/11/1794 | Décès du cardinal François-Joachim de Pierre de Bernis                        | France                         | 59    |
| 18/01/1795 | Décès du cardinal Andrea Corsini                                              | Grand-duché de Toscane         | 58    |
| 18/02/1795 | Décès du cardinal Filippo Campanelli                                          | États pontificaux              | 57    |
| 01/06/1795 | Consistoire : création d'un cardinal                                          | États pontificaux              | 58    |
| 21/08/1795 | Décès du cardinal Joseph Franz Anton von Auersperg                            | Autriche                       | 57    |
| 21/11/1795 | Décès du cardinal Guglielmo Pallotta                                          | États pontificaux              | 56    |
| 04/12/1795 | Décès du cardinal Paolo Francesco Antamori                                    | États pontificaux              | 55    |
| 18/12/1795 | Décès du cardinal Fernando Spinelli                                           | États pontificaux              | 54    |
| 24/01/1796 | Décès du cardinal Francesco Maria Banditi                                     | États pontificaux              | 53    |
| 30/03/1796 | Décès du cardinal Nicola Colonna di Stigliano                                 | Royaume de Naples              | 52    |
| 28/04/1796 | Décès du cardinal Angelo Maria Durini                                         | Duché de Milan                 | 51    |
| 16/05/1796 | Décès du cardinal Vittorio Maria Baldassare Gaetano Costa d'Arignano          | Royaume de Sardaigne           | 50    |
| 07/09/1798 | Démission du cardinal Vincenzo Maria Altieri                                  | États pontificaux              | 49    |
| 07/09/1798 | Démission du cardinal Tommaso Antici                                          | États pontificaux              | 48    |
| 26/01/1799 | Décès du cardinal Carlo Rezzonico                                             | République de Venise           | 47    |
| 09/02/1799 | Décès du cardinal Giovanni Archinto                                           | Duché de Milan                 | 46    |
| 29/08/1799 | Décès du pape Pie VI                                                          | États pontificaux              | 46    |
| 23/10/1799 | Décès du cardinal József Batthyány                                            | Autriche                       | 45    |

## Cardinaux créés auXVIIIesiècle
- Cardinaux créés par Clément XI (1700-1721) : 70 dans 15 consistoires dont les futurs papes Clément XII et Innocent XIII
- Cardinaux créés par Innocent XIII (1721-1724) : 3 dans 2 consistoires
- Cardinaux créés par Benoît XIII (1724-1730) : 29 dans 12 consistoires dont le futur pape Benoît XIV
- Cardinaux créés par Clément XII (1730-1740) : 35 dans 15 consistoires dont le futur pape Clément XIII
- Cardinaux créés par Benoît XIV (1740-1758) : 64 dans 7 consistoires
- Cardinaux créés par Clément XIII (1758-1769) : 52 dans 7 consistoires dont le futur pape Benoît XIV
- Cardinaux créés par Clément XIV (1769-1774) : 17 dans 12 consistoires dont le futur pape Pie VI
- Cardinaux créés par Pie VI (1775-1799) : 73 dans 23 consistoires dont le futur pape Pie VII